# Rosa cuneicarpa
Rosa cuneicarpa es una especie de planta del género Rosa, de la familia Rosaceae.

## Taxonomía
Rosa cuneicarpa fue descrita por Galushko y Bagath. ex Buzunova en 2009.

## Distribución
Se encuentra en el territorio de Cáucaso septentrional.